# Blackgang Chine
Blackgang Chine är en ravin i Storbritannien.   Den ligger i riksdelen England, i den södra delen av landet, 130 km sydväst om huvudstaden London. Blackgang Chine ligger 10 meter över havet. Den ligger på ön Isle of Wight.
Terrängen runt Blackgang Chine är platt norrut, men österut är den kuperad. Havet är nära Blackgang Chine åt sydväst.  Närmaste större samhälle är Newport, 12,9 km norr om Blackgang Chine. 